# Felip de Cardona i de Borja
Felip de Cardona i de Borja-Llançol de Romaní (? - ?),

## Antecedents familiars
Fill de Joan de Cardona i Roís de Liori i de Lluïsa de Borja-llançol de Romaní i Sorell.

## Núpcies i descendents
Casat el 16 amb Elisabet de Bas, van tenir els següents fills:

Amb segones núpcies es casà amb Anna de Ligne, marquesa de Ligne, de la qual van tenir els següents fills:
- Maria de Cardona i de Linge, marquesa de Ligne, es casà amb Joan de Palafox, marquès d'Ariza.

## Biografia
Fou almirall d'Aragó com el seu pare i el seu avi.